# Liste der Stolpersteine in Lorsch
Die Liste der Stolpersteine in Lorsch enthält alle Stolpersteine, die im Rahmen des gleichnamigen Projekts von Gunter Demnig in Lorsch verlegt wurden. Mit ihnen soll an Opfer des Nationalsozialismus erinnert werden, die in Lorsch lebten und wirkten.

## Verlegte Stolpersteine
| Adresse                        | Verlege- datum | Person, Inschrift | Bild                                        | Anmerkung |
| ------------------------------ | -------------- | --- | ------------------------------------------- | --- |
| Bahnhofstraße 8 ·              | 8. Aug. 2019   | Hier wohnte Hermann Lorch Jg. 1871 ‘Schutzhaft’ 1938 Dachau Flucht 1939 USA                                                                  | Stolperstein für Hermann Lorch              | Hermann Lorch führte in der Bahnhofstraße 8 das Geschäftshaus der Familie, eine Eisenwarenhandlung. Das Geschäft hatte Hermanns Onkel Simon Lorch gegründet, der auch auf dem Nachbargrundstück 1884 eine neue Lorscher Synagoge erbaut hatte. Die Eisenwarenhandlung war eines der größeren Geschäfte am Ort, später kamen noch ein Petroleumlager und ein Baustoffhandel dazu. Nach dem 1938er Pogrom wurde Hermann ins KZ Dachau gebracht, konnte aber 1939 fliehen. Das Geschäftshaus fiel zunächst an die Sparkasse, 1943 kaufte es die Gemeinde; es wurde Mitte der 1950er Jahre abgerissen und das Grundstück neu bebaut. |
| Bahnhofstraße 8 ·              | 8. Aug. 2019   | Hier wohnte Frieda Lorch geb. Lehmann Jg. 1875 Flucht 1939 USA                                                                               | Stolperstein für Frieda Lorch               | Frieda Lorch hatte mit ihrem Mann vier Kinder, Bella, Jakob III, Paul und Albert. Albert wanderte noch vor 1933 aus, Bella wurde Kinderschwester, heiratete in Frankfurt und floh 1939 mit ihrem Mann nach Kalifornien. Frieda blieb nach dem 1938er Pogrom allein zurück; durch den Boykott ging das Geschäft zugrunde. Schließlich verlor die Familie ihren gesamten Besitz. Frieda schaffte es gemeinsam mit Hermann und Paul gerade noch rechtzeitig, im August 1939 eine Passage in die USA zu bekommen. Die Familie lebte danach in Baltimore. |
| Bahnhofstraße 8 ·              | 8. Aug. 2019   | Hier wohnte Jakob Lorch III Jg. 1901 Flucht 1937 USA                                                                                         | Stolperstein für Jakob Lorch                | Jakob ging ganz im Geschäft seines Vaters auf, ging aber schon 1937 nach New York, weil es in Deutschland für Juden keine Zukunft mehr gab. |
| Bahnhofstraße 8 ·              | 8. Aug. 2019   | Hier wohnte Paul Lorch Jg. 1905 ‘Schutzhaft’ 1938 Buchenwald Flucht 1939 USA                                                                 | Stolperstein für Paul Lorch                 | Paul blieb, anders als sein Bruder, bei den Eltern. Nach dem 1938er Pogrom wurde Vater Hermann nach Dachau gebracht, Paul nach Buchenwald. Nach Zeugenaussagen wurde Paul dort schwer misshandelt. Gemeinsam mit den Eltern konnte Paul in die USA fliehen. |
| Bahnhofstraße 13 ·             | 8. März 2017   | Hier wohnte Aron Lorch Jg. 1871 ‘Schutzhaft’ 1938 krank auf Transport tot 16.1.1939 Rothschild Hospital Frankfurt M.                         | Stolperstein für Aron Lorch                 | Aron Lorch war Sohn eines Holzhändlers und betrieb dort, wo heute ein Volksbankgebäude steht, eine Kohlenhandlung. Aron Lorch verschwand am 10. November 1938 beim damaligen Pogrom aus Lorsch spurlos. Erst 2016 wurde sein Grab in Frankfurt gefunden, wo er im Januar 1939 im jüdischen Hospital als Opfer des Pogroms verstarb. |
| Bahnhofstraße 13 ·             | 8. März 2017   | Hier wohnte Bertha Lorch geb. Krämer Jg. 1877 deportiert 1942 Piaski ermordet                                                                | Stolperstein für Bertha Lorch               | |
| Bahnhofstraße 15 ·             | 8. März 2017   | Hier wohnte Alfred Lorch Jg. 1899 ‘Schutzhaft’ 1933 Osthofen 1938 Buchenwald deportiert 1942 Piaski ermordet                                 | Stolperstein für Alfred Lorch               | Alfred Lorch, der Bruder Arons, übernahm die marode Holzhandlung des Vaters, konnte den Bankrott aber nicht verhindern und zog ins Nachbarhaus, Bahnhofstraße 13. Eine Flucht war geplant, jedoch wegen der bevorstehenden Geburt des dritten Kindes unmöglich. |
| Bahnhofstraße 15 ·             | 8. März 2017   | Hier wohnte Franziska Lorch geb. Oppenheimer Jg. 1903 deportiert 1942 Piaski ermordet                                                        | Stolperstein für Franziska Lorch            | |
| Bahnhofstraße 15 ·             | 8. März 2017   | Hier wohnte Martin Lorch Jg. 1927 deportiert 1942 Piaski ermordet 4.8.1942 Majdanek                                                          | Stolperstein für Martin Lorch               | |
| Bahnhofstraße 15 ·             | 8. März 2017   | Hier wohnte Margarethe Lorch Jg. 1931 deportiert 1942 Piaski ermordet                                                                        | Stolperstein für Margarethe Lorch           | |
| Bahnhofstraße 15 ·             | 8. März 2017   | Hier wohnte Eli Lorch Jg. 1940 deportiert 1942 Piaski ermordet                                                                               | Stolperstein für Eli Lorch                  | |
| Bahnhofstraße 18 ·             | 8. März 2017   | Hier wohnte Siegbert Mann Jg. 1904 ‘Schutzhaft’ 1933 Osthofen 1938 Buchenwald deportiert 1943 Auschwitz ermordet 15.3.1944                   | Stolperstein für Siegbert Mann              | Siegbert Mann war mit einer katholischen Frau verheiratet und wohnte zuletzt im Palais von Hausen. Er arbeitete als Schuh- und Lederhändler und fiel den Nazis erstmals kurz nach der Machtergreifung auf, als er sich in Worms als Nazi ausgab und deswegen im KZ Osthofen landete. Aus Rache wurden danach alle Lorscher Juden für eine Woche noch 1933 in einer Gruppenverhaftung nach Osthofen gebracht. Da die Familie 1938 im ehemaligen Lehrerhaus der Synagoge wohnte, wurde sie zu ersten Zeugen des Novemberpogroms. Siegbert Mann lebte unter Bedrohung in Lorsch weiter, bis er 1943 festgenommen und 1944 nach Auschwitz kam, wo er ermordet wurde. |
| Bahnhofstraße 33 ·             | 27. Okt. 2018  | Hier wohnte Lina Schnauzer geb. Marx Jg. 1875 deportiert 1942 Theresienstadt ermordet 16.5.1944 Auschwitz                                    | Stolperstein für Lina Schnauzer             | Lina Marx war gebürtige Lorscherin. Sie folgte nach der Heirat zunächst ihrem aus Galizien stammenden Ehemann Menachem nach Jena; bei ihrer Rückkehr in ihre Heimatstadt wurde sie als „staatenlos“ geführt. Der Versuch einen neuen Pass zu beantragen scheiterte trotz nachbarschaftlicher Hilfe; stattdessen wurde sie denunziert und bestraft. 1940 waren auch ihre Bemühungen um ein Visum für England vergeblich – ebenso erging es ihrer Schwägerin Mathilde. Nachfahren der Familie, die nach dem Krieg im Rahmen eines Wiedergutmachungsantrags wenigstens auf einige Erinnerungsstücke hofften, gingen leer aus, denn der Hausrat war im Ort vor den Häusern versteigert worden. |
| Bahnhofstraße 33 ·             | 27. Okt. 2018  | Hier wohnte Mathilde Marx geb. Haas Jg. 1875 deportiert 1942 Theresienstadt ermordet 22.3.1943                                               | Stolperstein für Mathilde Marx              | Mathilde Marx stammte aus Nauheim. Mit ihrem Mann Josef führte sie ab 1908 das alteingesessene jüdische Geschäftshaus (gegründet 1836). Verkauft wurden Betten, Bettfedern, Weißwäsche und andere Manufakturwaren. Nach Josefs Tod im Oktober 1935 lebte Mathilde allein mit ihrem einzigen Sohn Simon und musste wegen des Judenboykotts das Geschäft aufgeben. In dieser Zeit zog Josefs ältere Schwester Lina Schnauzer, geb. Marx, aus Jena zurück nach Lorsch und wohnte mit im Haus. |
| Bahnhofstraße 33 ·             | 27. Okt. 2018  | Hier wohnte Simon Marx Jg. 1913 ‘Schutzhaft’ 1938 Buchenwald Flucht 1939 USA                                                                 | Stolperstein für Simon Marx                 | Simon Marx wurde zusammen mit anderen Lorscher Juden 1938 nach Buchenwald verbracht, wo ihm die Ausreise abgenötigt wurde. Er konnte eines der begehrten Visa für die Vereinigten Staaten erhalten und floh noch nach Kriegsbeginn im Dezember 1939 über Holland. Simon schilderte 1955 die Vorgänge in Buchenwald, Lorscher Juden betreffend, in einer eidesstattlichen Versicherung. Er lebte und starb 1962 in New York. |
| Bahnhofstraße 41 ·             | 8. Aug. 2019   | Hier wohnte Bella Guthof Jg. 1896 Flucht 1935 USA                                                                                            | Stolperstein für Bella Guthof               | Bella und Leo Guthof waren in der NS-Zeit die einzigen Lorscher Nachfahren einer vormals großen Familie. Bella folgte 1935 ihren Brüdern nach New York. In dem Haus, einem eingetragenen Kulturdenkmal, wohnten einst Nathan und Fanny Guthof mit ihren sieben Kindern in siebter und achter Generation. Die Eltern starben noch vor dem Weltkrieg, in dem auch drei von Bellas vier ältesten Brüder fielen. Ihr Bruder Heinrich zog nach Schwäbisch Hall und heiratete dort Minna Wertheimer; sie flohen 1939 nach New York. Benno Guthof zog 1920 nach Mainz und noch vor der Machtergreifung nach New York, wo er Anwalt wurde; nach dem Krieg vertrat er emigrierte Lorscher Juden in ihren Entschädigungsverfahren. |
| Bahnhofstraße 41 ·             | 8. Aug. 2019   | Hier wohnte Leo Guthof Jg. 1898 ‘Schutzhaft’ 1938 Buchenwald Flucht 1940 USA                                                                 | Stolperstein für Leo Guthof                 | Leo Guthof war ein erfolgreicher Handelsreisender. Nach dem Pogrom 1938 wurde er ins KZ Buchenwald verschleppt. Nach einer gescheiterten Flucht über Kuba kehrte er nach Lorsch zurück; im Winter 1940 floh er erneut, nun nach Genua, und schaffte es auf einem Schiff in die USA. Die einzige Nachfahrin der sieben Geschwister Guthof ist Heinrichs Tochter Hannelore. Sie lebt in New Jersey und hat drei Kinder und mehrere Enkel. |
| Bahnhofstraße 75 ·             | 8. Aug. 2019   | Hier wohnte Hedwig Jakob geb. Hoffmann Jg. 1883 gedemütigt/entrechtet Flucht in den Tod 9.2.1938                                             | Stolperstein für Hedwig Jakob               | Hedwig Jakob und ihre Schwester Jenny Oppenheimer stammten aus Hüffenhardt im heutigen Neckar-Odenwald-Kreis. Hedwig kam nach ihrer Scheidung von Julius Jakob mit ihrem Sohn Benno nach Lorsch. Sie eröffnete ein Schuh- und Papierwarengeschäft im Wamslerschen Haus am Marktplatz 3, in dem sie und ihr Sohn auch in den 1920er Jahren wohnten. Später zog sie mit Benno zu ihrer Schwester. Die Schwestern wurden um ihr Vermögen gebracht, auch eine Flucht wurde damit unmöglich. Schließlich nahmen Hedwig und Jenny sich wegen der aussichtslosen Lage das Leben. |
| Bahnhofstraße 75 ·             | 8. Aug. 2019   | Hier wohnte Benno Jakob Jg. 1911 Flucht 1936 USA                                                                                             | Stolperstein für Benno Jakob                | Benno Jakob lebte in den 1920er Jahren mit seiner Mutter am Marktplatz, nach 1928 zogen beide zu seiner Tante Jenny Oppenheimer. 1936 floh Benno mit seiner Cousine Selma Hofmann aus Hüffenhardt nach Amerika, Mutter und Tante sollten nachkommen. Benno lebte bis zu seinem Tode mit seiner Cousine in Brooklyn. |
| Bahnhofstraße 75 ·             | 8. Aug. 2019   | Hier wohnte Jenny Oppenheimer geb. Hofmann Jg. 1881 gedemütigt/entrechtet Flucht in den Tod 9.2.1938                                         | Stolperstein für Jenny Oppenheimer          | Jenny Oppenheimer war die Witwe des 1928 verstorbenen, wohlhabenden Kaufmanns Zacharias Oppenheimer. Nach Zacharias’ Tod zog Hedwig Jakob zu Jenny, die ihr bis zum boykottbedingten Verkauf 1936 in ihrem Geschäft half. Im Versuch, aus dem großen Spar- und Erbvermögen genügend Devisen für eine Flucht zu erhalten, erstatteten Jenny Oppenheimer und Hedwig Jakob Selbstanzeige beim Finanzamt Heppenheim. Doch Juden durften keine ausländischen Aktien besitzen, so dass eine Strafe drohte und die Auswanderung unmöglich wurde. In der Nacht auf den 9. Februar 1938 öffneten die Schwestern den Gashahn in ihrem Haus, beide verstarben am gleichen Tag in Darmstadt. |
| Bahnhofstraße 77 ·             | 8. Aug. 2019   | Hier wohnte Otto Mayer Jg. 1891 Flucht 1939 Holland interniert Westerbork deportiert 1942 Auschwitz ermordet 27.11.1942                      | Stolperstein für Otto Mayer                 | Otto Mayer stammte aus Mannheim. Er heiratete Emma Oppenheimer und führte ab 1909 das Geschäft seines verstorbenen Schwiegervaters fort. Nach den Lorscher Pogromen schickten Otto und Emma ihren Sohn Friedrich nach Holland und kamen nach der Auflösung ihres Hausstandes Mitte 1939 nach. Doch die Familie konnte nicht entkommen und wurde letztlich in Auschwitz ermordet. |
| Bahnhofstraße 77 ·             | 8. Aug. 2019   | Hier wohnte Emma Mayer geb. Oppenheimer Jg. 1893 Flucht 1939 Holland interniert Westerbork deportiert 1942 Auschwitz ermordet 27.11.1942     | Stolperstein für Emma Mayer                 | Emma Mayer war die jüngste Tochter von Leopold Oppenheimer (1854–1909). Seine Lederaufkäufe für Adler & Oppenheimer in Straßburg waren sehr einträglich; so war Leopolds Halbbruder Ferdinand Gründer und Teilhaber der damals größten Lederfabrik in Europa. Nach dem Tode des Vaters heiratete Emma Otto Mayer, sie lebten im ererbten Lorscher Haus und Otto führte das Geschäft seines Schwiegervaters fort. |
| Bahnhofstraße 77 ·             | 8. Aug. 2019   | Hier wohnte Friedrich Mayer Jg. 1926 Flucht 1939 Holland interniert Westerbork deportiert 1942 Auschwitz ermordet 31.3.1944                  | Stolperstein für Friedrich Mayer            | Friedrich wurde nach den Lorscher Pogromen von seinen Eltern nach Holland geschickt, wohin sie Mitte 1939 nachreisten. Doch die Familie wurde im Konzentrationslager Westerbork interniert und nach Auschwitz deportiert. Friedrich musste noch bis März 1944 Zwangsarbeit leisten, bis auch er, noch vor Vollendung seines 18. Lebensjahres ermordet wurde. |
| Karlstraße 1 ·                 | 25. Okt. 2020  | Hier wohnte Leopold Oppenheimer Jg. 1873 deportiert 1942 Theresienstadt ermordet 8.4.1944                                                    | Stolperstein für Leopold Oppenheimer        | Leopold Oppenheimer war als „Hausierer und Trödler“ tätig, was einem heutigen Handelsreisenden vergleichbar ist; sein Geschäftsgebiet reichte bis in den Odenwald. Nach der Deportation der Eheleute wurde der Hausrat der Oppenheimers versteigert, das Gebäude ging an die Reichsfinanzverwaltung, die dort vier Wohnungen einrichtete. Nachdem Leopold Oppenheimer im April 1944 in Theresienstadt starb, wurde seine Ehefrau nach Auschwitz deportiert und dort ermordet. |
| Karlstraße 1 ·                 | 25. Okt. 2020  | Hier wohnte Antonie Oppenheimer geb. Mayer Jg. 1880 deportiert 1942 Theresienstadt 1944 Auschwitz ermordet                                   | Stolperstein für Antonie Oppenheimer        | |
| Karlstraße 1 ·                 | 25. Okt. 2020  | Hier wohnte Bertha Oppenheimer Jg. 1877 deportiert 1942 Piaski ermordet                                                                      | Stolperstein für Bertha Oppenheimer         | |
| Karlstraße 1 ·                 | 25. Okt. 2020  | Hier wohnte Hannchen Oppenheimer Jg. 1871 deportiert 1942 Theresienstadt ermordet 13.2.1943                                                  | Stolperstein für Hannchen Oppenheimer       | Hannchen Oppenheimer war in Lorsch sehr bekannt und beliebt. Sie betrieb einen Laden, der Hausfrauen unter anderem mit Schürzenstoffen belieferte. Sie starb im Februar 1943 in Theresienstadt. |
| Karlstraße 1 ·                 | 25. Okt. 2020  | Hier wohnte Ernst Oppenheimer Jg. 1913 Flucht 1937 USA                                                                                       | Stolperstein für Ernst Oppenheimer          | Die Söhne Ernst, Richard und Alfred flohen in den 1930er Jahren in die USA bzw. nach Argentinien. Ernst Oppenheimer hatte im Nachbarort Kleinhausen beim Schmiedemeister Rau gelernt. Bei der Steubenparade 1978 erkannte er Besucher aus Einhausen an ihrem Dialekt und nahm Kontakt mit ihnen auf. |
| Karlstraße 1 ·                 | 25. Okt. 2020  | Hier wohnte Richard Oppenheimer Jg. 1914 Flucht 1935 Argentinien                                                                             | Stolperstein für Richard Oppenheimer        | Auch nach seiner Flucht behielt Richard eine „deutsch-feindliche“ Einstellung bei, wie ein Heimatforscher aus Briefverkehr entnahm. Ein „NS-Mob“ hatte den jungen Mann 1935 beinahe „gelyncht“, vor dem Haus wollte eine Horde aufgebrachter Menschen ihn nach einer wüsten Schlägerei „aufknüpfen“. Geschützt durch die Polizei saß er wegen Beleidigung des Arbeitsdienstes im Gefängnis. Seine Flucht aus Deutschland führte ihn über Paraguay nach Argentinien. |
| Karlstraße 1 ·                 | 25. Okt. 2020  | Hier wohnte Alfred Oppenheimer Jg. 1917 Flucht 1938 USA                                                                                      | Stolperstein für Alfred Oppenheimer         | |
| Kirchstraße 5 ·                | 9. Nov. 2023   | Hier wohnte Betty Lichtenstein geb. Lorch Jg. 1875 deportiert 1942 Theresienstadt 1944 Auschwitz ermordet                                    | Stolperstein für Betty Lichtenstein         | Betty Lichtenstein war die Schwester des Lorscher Eisenwarenhändlers Hermann Lorch. 1898 heiratete sie den Mehl- und Fruchthändler Baruch Lichtenstein; sie zogen in seinen Heimatort Groß-Umstadt. Das Paar hatte zwei Kinder, Jenny (1899) und Jakob (1902). Nach der Scheidung 1930 siedelte Betty wieder nach Lorsch um, zunächst in die Rheinstraße, dann zu Johanna Mainzer in die Schulstraße 18. Zuletzt musste sie in die Kirchstraße 5, das jüdische Gemeindehaus umziehen; dorthin folgte ihr 1940 ihre Tochter Jenny. Im März 1942 wurde Jenny deportiert, Betty musste im September 1942 nach Theresienstadt in das so genannte Altersgetto. Im Mai 1944 wurde Betty Lichtenstein mit dem Transport EA 376 nach Auschwitz verbracht und dort ermordet. |
| Kirchstraße 5 ·                | 9. Nov. 2023   | Hier wohnte Jenny Lichtenstein Jg. 1899 deportiert 1942 Piaski ermordet                                                                      | Stolperstein für Jenny Lichtenstein         | Jenny Lichtenstein kam in Groß-Umstadt auf die Welt und wuchs dort im Kreis ihrer Familie auf. Auch nach der elterlichen Scheidung und dem Tod ihres Vaters (1932) lebte sie bis 1940 dort, alleinstehend. Dann übersiedelte sie zu ihrer Mutter nach Lorsch in die Kirchstraße 5; auch die Familie ihres Bruders Jakob lebte in Lorsch. In die Wohnung der jüdischen Gemeinde wurden einige Lorscher Juden eingewiesen, die ihre eigenen Häuser verloren hatten. Im März 1942 wurde Jenny von ihrer Mutter getrennt und nach Piaski bei Lublin deportiert. Von ihr fehlt jede Spur. |
| Kirchstraße 12 ·               | 27. Okt. 2018  | Hier wohnte Abraham Abraham Jg. 1854 ‘Schutzhaft’ 1938 Dachau Flucht 1939 Frankreich tot 2.11.1943                                           | Stolperstein für Abraham Abraham            | Abraham Abraham und seine Familie lebten hier seit 1853, sie betrieben ein Kaufhaus und eine Auswanderer-Agentur und erfreuten sich eines ausgezeichneten Rufs. So nannten die Lorscher die Straße Süßkind-Gass’ nach dem Begründer des Geschäftes, Süßkind Abraham. Geschäft und Wohnung in der Kirchstraße wurden im November 1938 verwüstet und geplündert. |
| Kirchstraße 12 ·               | 27. Okt. 2018  | Hier wohnte Sigmund Abraham Jg. 1892 ‘Schutzhaft’ 1938 Dachau Flucht 1939 Frankreich interniert Drancy deportiert 1942 ermordet in Auschwitz | Stolperstein für Sigmund Abraham            | |
| Kirchstraße 12 ·               | 27. Okt. 2018  | Hier wohnte Johanna Abraham geb. Wachenheimer Jg. 1904 Flucht 1939 Frankreich interniert Drancy deportiert 1942 ermordet in Auschwitz        | Stolperstein für Johanna Abraham            | Johanna stammte aus Zwingenberg und betrieb mit ihrem Mann Sigmund das kleine Kaufhaus. Der Schwerpunkt der Tätigkeit waren Stoffhandel und die angeschlossene Polsterei. |
| Kirchstraße 12 ·               | 27. Okt. 2018  | Hier wohnte Claude K. Abraham Jg. 1931 Flucht 1939 Frankreich 1942 Transport Drancy Flucht gelungen mit Hilfe überlebt                       | Stolperstein für Claude Abraham             | Kurt nannte sich später Claude Abraham. Der Sprachwissenschaftler lebte seit seinem Eintritt in den Ruhestand in Riverside, Orange County, Kalifornien. Dort starb er im Juni 2020. Die Verlegung der Stolpersteine für ihn und seine Familie hat er 2018 dankbar zur Kenntnis genommen. Die Kindheitserinnerung an die Plünderung und Verwüstung des Elternhauses hielt Claude im Buch „Auf dem Floß“ nachdrücklich fest. Seit 2001 ist Claude Abraham Ehrenringträger der Stadt Lorsch. Er verstarb 2020 in Kalifornien. |
| Lindenstraße 8 ·               | 9. Nov. 2023   | Hier wohnte Jakob Lichtenstein Jg. 1902 ‘Schutzhaft’ 1938 Buchenwald Flucht 1939 USA                                                         | Stolperstein für Jakob Lichtenstein         | Jakob war das zweite Kind von Betty und Baruch Lichtenstein. Er wuchs in Groß-Umstadt auf. Jakob Lichtenstein war Vertreter für Musikinstrumente und arbeitete für die bekannte Firma Hohner. Jakob heiratete Melita, geborene Rosenthal (1898), aus Beerfelden. Sie zogen nach der Geburt von Berta Helga (1934) nach Lorsch in eine Mietwohnung in der Lindenstraße 8. In Lorsch kam ihre zweite Tochter Eva Ellen (1936) zur Welt. Während der Novemberpogrome 1938 wurde Jakob in ein Konzentrationslager verschleppt. Doch er wurde entlassen, nachdem er seine Auswanderung schriftlich bestätigt hatte. Mit seiner Familie gelang ihm 1939 die Flucht nach New York. In Amerika starb Jakob Lichtenstein bereits 1946. |
| Lindenstraße 8 ·               | 9. Nov. 2023   | Hier wohnte Melita Lichtenstein geb. Rosenthal Jg. 1898 Flucht 1939 USA                                                                      | Stolperstein für Melita Lichtenstein        | |
| Lindenstraße 8 ·               | 9. Nov. 2023   | Hier wohnte Berta Helga Lichtenstein Jg. 1934 Flucht 1939 USA                                                                                | Stolperstein für Berta Helga Lichtenstein   | Berta Helga Kawesch lebte noch 2022 auf Long Island (New York). Auf eine Kontaktaufnahme hat sie nie reagiert. |
| Lindenstraße 8 ·               | 9. Nov. 2023   | Hier wohnte Eva Ellen Lichtenstein Jg. 1936 Flucht 1939 USA                                                                                  | Stolperstein für Eva Ellen Lichtenstein     | Eva Ellen Reinach besuchte Lorsch im Jahre 1981. Sie war Angestellte einer Regierungsbehörde in Washington und lebt seit ihrer Pensionierung in Maryland. |
| Nibelungenstraße 56 · Lorsch · | 9. Juli 2015   | Hier wohnte Berthold Kahn Jg. 1928 Flucht 1939 England 1939 Kanada                                                                           | Stolperstein für Berthold Kahn              | Berthold war der zweite Sohn der „Buben-Kahns“. Er entkam dem Dritten Reich gemeinsam mit seinem Bruder Ernst, als seine Mutter Rosa ihn 1939 nach England zu einem Cousin schickte. Später lebten beide in Kanada. |
| Nibelungenstraße 56 · Lorsch · | 9. Juli 2015   | Hier wohnte Ernst Kahn Jg. 1925 Flucht 1939 England 1939 Kanada                                                                              | Stolperstein für Ernst Kahn                 | Ernst war der Erstgeborene der Familie Kahn. Mit nur 14 Jahren schickte ihn seine Mutter Rosa mit seinem 11-jährigen Bruder Berthold zu einem Cousin nach England, um beide vor den Nachstellungen im Dritten Reich zu schützen. Beide überlebten und reisten weiter nach Kanada. |
| Nibelungenstraße 56 · Lorsch · | 9. Juli 2015   | Hier wohnte Fritz Kahn Jg. 1929 Flucht 1939 Kanada                                                                                           | Stolperstein für Fritz Kahn                 | Fritz war das dritte Kind der Familie Kahn. Mit der Familie flüchtete er 1939 über England nach Kanada. Er nahm an der Stolpersteinverlegung im Jahr 2015 teil. Fred starb 2021 in Toronto. |
| Nibelungenstraße 56 · Lorsch · | 9. Juli 2015   | Hier wohnte Gustine Mainzer Jg. 1897 eingewiesen 1939 Heilanstalt Heppenheim 'verlegt’ Hadamar ermordet 4.2.1941 Aktion T4                   | Stolperstein für Gustine Mainzer            | Gustine war die zweite Tochter von Rosa und Berthold Mainzer. Sie war behindert und wurde 1939 in die Heilanstalt nach Heppenheim eingewiesen. Lange war die Familie über ihr Schicksal im Unklaren. Heute ist bekannt, dass Gustine am 4. Februar 1941 aus Heppenheim in die Tötungsanstalt Hadamar verschleppt und noch am gleichen Tag in der Aktion T4 ermordet wurde. Einzig ihr gravierter Löffel war der Mutter und der Familie geblieben. |
| Nibelungenstraße 56 · Lorsch · | 9. Juli 2015   | Hier wohnte Heinz Kahn Jg. 1931 Flucht 1939 Kanada                                                                                           | Stolperstein für Heinz Kahn                 | Heinz war das vierte Kind der Familie Kahn. Mit der Familie flüchtete er 1939 über England nach Kanada, wo er den Namen Henry annahm. Er nahm an der Stolpersteinverlegung im Jahr 2015 teil. Henry verstarb 2015 in Kanada. |
| Nibelungenstraße 56 · Lorsch · | 9. Juli 2015   | Hier wohnte Karola Kahn geb. Mainzer Jg. 1902 Flucht 1939 Kanada                                                                             | Stolperstein für Karola Kahn geb. Mainzer   | Karola kam als dritte Tochter des Ehepaars Rosa und Berthold Mainzer zur Welt. Sie ging in die Schule der Englischen Fräulein in Bensheim (heutige Liebfrauenschule), verließ diese aber nach dem Tod des Vaters, um den Feldfrucht- und Kohlehandel der Eltern zu übernehmen. 1924 heiratete sie Leopold Kahn aus Babenhausen; sie bekamen fünf Söhne (Ernst, Berthold, Fritz, Heinz, Otto) und waren als „Buben-Kahns“ bekannt. Nachdem ihr Mann Leopold mehrfach massiv eingeschüchtert wurde, ergriff Karola die Initiative und schickte zuerst ihre Söhne Ernst und Berthold allein nach England zu einem Cousin. Dann verkaufte sie das Haus und konnte mit Hilfe des Cousins Visa für Kanada erlangen. Am 11. Juli 1939 verließ die Familie ihre jahrhundertealte Heimat Lorsch mit dem Ziel Kanada über London. Auf dem Weg nach Hamburg besuchten sie ein letztes Mal die Familie ihres Schwagers in Babenhausen, die alle ermordet wurden.   |
| Nibelungenstraße 56 · Lorsch · | 9. Juli 2015   | Hier wohnte Leopold Kahn Jg. 1892 ‘Schutzhaft’ 1933, Osthofen 1938 Buchenwald Flucht 1939 Kanada                                             | Stolperstein für Leopold Kahn               | Leopold Kahn stammte aus Babenhausen, wo er als Viehhändler tätig war. Die Heirat mit Karola Mainzer brachte ihn 1924 nach Lorsch in ihr Elternhaus in der Nibelungenstraße 56. Gemeinsam bekamen sie fünf Söhne und wurden „Buben-Kahns“ genannt. Den Spitznamen „Mädchen-Kahns“ trug die Familie seines Bruders Karl, der ebenfalls 1924 nach Lorsch geheiratet hatte; er hatte mit seiner Frau Paula vier Mädchen. 1933 wurde Leopold ins KZ Osthofen verschleppt und eingeschüchtert. Nachdem er 1939 in Buchenwald massiv eingeschüchtert, resignierte er. Dank Karola konnte er mit der Familie 1939 nach Kanada fliehen. |
| Nibelungenstraße 56 · Lorsch · | 9. Juli 2015   | Hier wohnte Otto Kahn Jg. 1934 Flucht 1939 Kanada                                                                                            | Stolperstein für Otto Kahn                  | Otto ist der jüngste Sohn der Familie Kahn. Er wuchs in Lorsch auf und flüchtete 1939 mit der Familie über London nach Kanada. Gemeinsam mit zahlreichen Mitgliedern seiner Familie nahm er 2015 an der Verlegung der Stolpersteine in Lorsch teil. In seiner Rede machte er deutlich, dass er einer Generation angehöre, die den Willen zur Vergebung habe, jedoch dass die Menschheit niemals vergessen dürfe. Freiheit und Individualität seien hochzuhalten und deshalb dürfe die schweigende Mehrheit nicht zulassen, dass ihre Rechte von einer lautstarke Minderheit an sich gerissen würden. |
| Nibelungenstraße 56 · Lorsch · | 9. Juli 2015   | Hier wohnte Rosa Mainzer geb. Neuberger Jg. 1871 Flucht 1939 Kanada                                                                          | Stolperstein für Rosa Mainzer               | Rosa Neuberger stammte aus Friedelsheim in der Pfalz. Sie heiratete Berthold Mainzer, der 1918 an der Spanischen Grippe verstarb. Das Ehepaar betrieb einen Feldfrucht- und Kohlehandel und war in der Landwirtschaft tätig. Aus der Ehe gingen drei Töchter hervor, Emilie, Gustine und Karola. Emilie, die älteste, verstarb kurz nach der Geburt. Gustine, die zweite Tochter, war behindert. Karola musste daher mit für den Unterhalt der Familie aufkommen. 1939 musste das Haus Nibelungenstraße 56 verkauft werden, das seit 1827 im Familienbesitz gewesen war. Nach der Machtergreifung bemühte Rosa sich vergeblich um eine Ausreisebescheinigung für Gustine; für Gustines Zukunft wollte sie ihr restliches Vermögen treuhänderisch anlegen, jedoch wurde Gustine in die 'Pflegeanstalt' Heppenheim eingewiesen. Gemeinsam mit der Familie könnte Rosa nach Kanada flüchten.                                                              |
| Rheinstraße 4 ·                | 7. Sep. 2021   | Hier wohnte Elise Erna Rohrheimer Jg. 1912 Flucht 1938 USA                                                                                   | Stolperstein für Elise Erna Rohrheimer      | Erna war in neunter Generation das letzte am Ort geborene Mitglied der Familie Rohrheimer. Ihre Mutter war Jenny Rohrheimer (geb. Lorch, 1883 – 1937), die Schwester des Kaufmanns Hermann Lorch. Erna ging bis Ostern 1928 auf die Höhere Töchterschule nach Bensheim, die (wie damals üblich) nach der 10. Klasse endete. In den folgenden Jahren arbeitete sie im Geschäft ihres Vaters mit; sie verkaufte Trikotagen und Wollwaren. Während des nationalsozialistischen Boykotts öffnete Erna das Geschäft auch sonntags, nach der Messe, weil jede Gelegenheit zum Überleben genutzt werden musste. Erna und ihr Vater flohen 1938, noch vor dem Pogrom, in die USA. In Philadelphia nahmen sie Kontakt zu Nachfahren von Moses Rohrheimer auf, der 1866 von Lorsch ausgewandert war. Erna heiratete 1940 den aus Frankfurt stammenden Kurt Meyer. Ihr Mann diente in der US-Armee. 1945 kam ihre Tochter Irene Jeanne zur Welt. Erna starb 1995. |
| Rheinstraße 4 ·                | 7. Sep. 2021   | Hier wohnte Eduard Rohrheimer Jg. 1880 Flucht 1938 USA                                                                                       | Stolperstein für Eduard Rohrheimer          | Die Familie Rohrheimer ist die Familie mit der längsten jüdischen Siedlungskontinuität in Lorsch. Eduard Rohrheimer wuchs im Wohn- und Geschäftshaus der Familie in der Rheinstraße auf und übernahm den traditionellen Handel mit Vieh und Landesprodukten. Er heiratete Jenny Lorch, die Schwester des Kaufmanns Hermann Lorch. Jenny starb bereits 1937. Eduard floh mit seiner Tochter 1938 in die USA und entgingen so dem Pogrom. Ihre neue Heimat wurde Philadelphia, wo sie Kontakt zu Nachfahren des ehemaligen Lorschers Moses Rohrheimer aufnahmen. Eduard Rohrheimer wohnte in der Nähe seiner Tochter, die bald heiratete, und arbeitete noch einige Zeit bei einer Holzhandlung in Philadelphia. Er starb 1949. Erna betrieb nach seinem Tod das Entschädigungsverfahren in Deutschland. |
| Schulstraße 18 ·               | 9. Juli 2015   | Hier wohnte Johanna Mainzer geb. Mayer Jg. 1863 deportiert 1942 Theresienstadt ermordet 5.3.1943                                             | Stolperstein für Johanna Mainzer geb. Mayer | |
| Schulstraße 18 ·               | 9. Juli 2015   | Hier wohnte Regina Josef Jg. 1878 deportiert 1942 Piaski ermordet                                                                            | Stolperstein für Regina Josef               | |
| Stiftstraße 26 ·               | 7. Sep. 2021   | Hier wohnte Sophie Lorch geb. Lehmann Jg. 1877 Flucht 1938 Palästina                                                                         | Stolperstein für Sophie Lorch geb. Lehmann  | Sofie Lehman stammte aus Lengfeld (Gemeinde Otzberg), wo sie 1906 Abraham Lorch heiratete. Weder dort noch in Lorsch gibt es Nachweise zu Kindern; es gibt immerhin Hinweise auf eine Tochter. |
| Stiftstraße 26 ·               | 7. Sep. 2021   | Hier wohnte Abraham Lorch Jg. 1873 Flucht 1938 Palästina                                                                                     | Stolperstein für Abraham Lorch              | Abraham Lorch war Schuhmacher und -händler und gehörte wie sein Bruder Hermann zur Großfamilie Lorch, die seit 1820 in Lorsch ansässig war. Sein Wohn- und Geschäftshaus war das Stammhaus Familie. 1938 flüchtete er mit seiner Frau nach Palästina, denn Geschäft und Haus hatten die beiden durch die Bedrängnis durch die Nationalsozialisten verloren. Es gibt Hinweise auf eine Tochter, die bereits früher nach Palästina auswanderte; über weitere Kinder ist nichts bekannt. |